# Novo Selo Perjasičko
Novo Selo Perjasičko is een plaats in de gemeente Barilović in de Kroatische provincie Karlovac. De plaats telt 2 inwoners (2001).